# Universitätsbibliothek der Technischen Universität München
Die Universitätsbibliothek der Technischen Universität München ist das wissenschaftliche Informationszentrum der Technischen Universität München (TUM). Sie ist eine zentrale Serviceeinrichtung der Hochschule und einem breiten Nutzerkreis (Angehörige der TUM und Privatpersonen) zugänglich. Jährlich besuchen rund 2,2 Millionen Menschen die Universitätsbibliothek mit ihren neun Teilbibliotheken und einem Bestand von 2,3 Millionen gedruckten und elektronischen Medien.

## Geschichte
Zeitgleich mit der Gründung der Technischen Universität München als Polytechnische Schule von König Ludwig II. von Bayern im Jahre 1868 wurde auch deren zentrale Bibliothek eingerichtet. Diese befand sich im Gründungsgebäude des Polytechnikums zwischen Arcis-, Gabelsberger- und Theresienstraße in München. Auf damals 430 Quadratmetern befanden sich das Bibliothekszimmer mit den Bücherregalen und jeweils ein Lesezimmer für Professoren und Studierende, das Zimmer des Bibliothekars und weitere fünf Räume, die als Magazin genutzt wurden. Heute gliedert sich die Universitätsbibliothek der TUM in neun Teilbibliotheken an vier Standorten. Allein die Fläche am Stammgelände in München ist auf 6.600 Quadratmeter angewachsen, inklusive aller Teilbibliotheken beträgt die aktuelle Nutzungsfläche knapp 20.000 Quadratmeter.
Mit der Eingliederung der „Hochschule für Landwirtschaft und Brauerei“ in Weihenstephan kam 1930 ein weiterer Bibliotheksstandort hinzu.
Im Zweiten Weltkrieg wurde das Hauptgebäude der Technischen Hochschule München und damit auch die Räume der Bibliothek völlig zerstört. 40.000 Bände waren während des Krieges ausgelagert, sodass ein großer Teil des Bibliotheksbestandes erhalten blieb. Am 8. April 1946 konnte die Bibliothek ihren vollen Betrieb wieder aufnehmen.

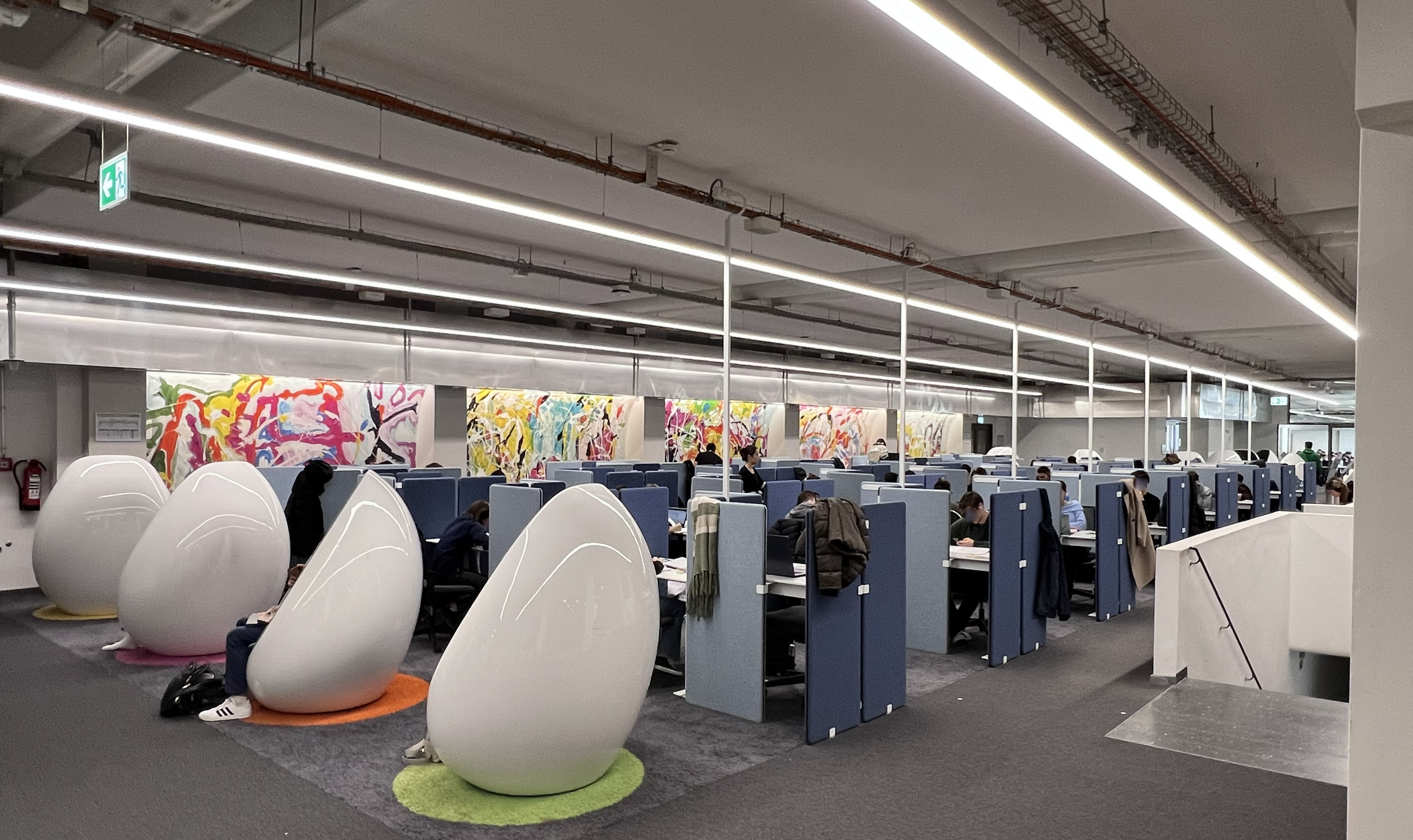
Arbeitsbereich für Studenten

In der Nachkriegszeit erhielt die Bibliothek von der Deutschen Forschungsgemeinschaft den Auftrag, Sondersammelgebiete für ausländische Literatur in den Fachgebieten Angewandte Physik und Mechanische Technologie (später Technische Physik einschl. Kerntechnik) sowie Hochfrequenz- und Fernmeldetechnik (später auch Elektroakustik) einzurichten. 1972 wurden alle natur- und ingenieurwissenschaftlichen Sondersammelgebiete an die Technische Informationsbibliothek Hannover übertragen. Die Bibliothek der Technischen Hochschule München verlor damit ihren Status als Spezialbibliothek.
Die Inbetriebnahme des Forschungsreaktors München (FRM) im Jahr 1957 war der Startschuss für das Hochschul- und Forschungszentrum Garching. Im selben Jahr entstand eine Sammlung kerntechnischer Berichte, die sogenannte „Atombibliothek“. Bis 1968 hatte die Bibliothek zudem den Status der Depository Library der US Atomic Energy Commission (USAEC) für die Bundesrepublik inne. Diese Funktion ging 1968 an die Zentralstelle für Atomkernenergie-Dokumentation (ZAED) (später Fachinformationszentrum FIZ) Karlsruhe über.
Als 1970 die Technische Hochschule in Technische Universität München umbenannt wurde, wurde die zentrale Bibliothek zur Universitätsbibliothek. Nach der Verabschiedung des BayHSchG 1974 begann der Transformationsprozess von nebeneinander existierenden einzelnen Fakultätsbibliotheken in ein integriertes Zentral- und Teilbibliothekssystem.
Nach der Gründung des Forschungscampus Garching nahmen dort die Teilbibliotheken Physik (1971), Chemie (1977) und Maschinenwesen (1997) ihren Betrieb auf. Mit dem Neubau eines Gebäudes für die Fakultäten Mathematik und Informatik entstand auch ein Bibliotheksneubau für die Teilbibliothek Mathematik & Informatik, der im August 2002 eingeweiht wurde. Parallel dazu entstand ein neues Gebäude für die Teilbibliothek des Wissenschaftszentrums Weihenstephan am Fuße des sogenannten Nährbergs, das im April 2003 eröffnet wurde.
Im Zuge einer grundlegenden Neustrukturierung der gesamten Technischen Universität München Ende der 1990er Jahre wurde das seit Gründung der Bibliothek bestehende zweischichtige in ein einschichtiges Bibliothekssystem umgewandelt. Lehrstuhl- und Universitätsbibliotheken wurden damit nicht mehr zentral alimentiert. Eine einheitliche Bibliotheksordnung wurde erlassen und der Etat für die Literaturbeschaffung in die Hände der Universitätsbibliothek gelegt. Dies ermöglicht seitdem eine koordinierte Erwerbung von Literatur durch die Medienbearbeitungszentren.
Seit 2009 hat die Universitätsbibliothek einen vierten Standort am TUM Campus Straubing für Biotechnologie und Nachhaltigkeit. Darüber hinaus ist sie für die Informationsversorgung am TUM Campus Heilbronn zuständig.
Am 24. November 2014 übertrug der Bayerische Landtag per Gesetz die Trägerschaft der Hochschule für Politik München (HfP) an die Technische Universität München. Am 1. Dezember 2014 trat das Gesetz in Kraft. Sämtliche Bibliotheksbestände der HfP wurden in die Universitätsbibliothek der TUM integriert.
Am 10. Januar 2022 zog die Teilbibliothek Sport- & Gesundheitswissenschaften in den Neubau des Department Health and Sport Sciences am TUM Campus im Olympiapark um.

## Profil
Die Universitätsbibliothek der Technischen Universität München bietet Literaturbestände und Zugang zu Informationen aus den Bereichen Naturwissenschaft und Technik, Architektur, Ingenieurwissenschaften, Bildungsforschung und Unterricht sowie Ernährung, Landnutzung und Umwelt. Als technisch-naturwissenschaftliche Bibliothek übernimmt sie auch überregionale Aufgaben im Bereich der Literatur- und Informationsversorgung für Forschungseinrichtungen, Firmen und Privatpersonen. Im Rahmen des Gesetzes über die Ablieferung von Pflichtstücken wird die in Bayern veröffentlichte Literatur aus den Fachgebieten der angewandten Naturwissenschaften, der Technik (einschließlich Informatik und Architektur), der Agrar- und Ernährungswissenschaften sowie des Sports archiviert.

## Organisationsstruktur und Standorte
Zur Universitätsbibliothek der TUM gehören neun Teilbibliotheken an den vier Hochschulstandorten in München, Garching, Freising und Straubing. Sie ist in einem einschichtigen Bibliothekssystem organisiert.
In München finden sich folgende drei Teilbibliotheken:
- Teilbibliothek Medizin
- Teilbibliothek Sport- & Gesundheitswissenschaften
- Teilbibliothek Stammgelände ⊙

Auf dem Forschungscampus in Garching befinden sich die
- Teilbibliothek Chemie ⊙
- Teilbibliothek Maschinenwesen ⊙
- Teilbibliothek Mathematik & Informatik ⊙
- Teilbibliothek Physik ⊙

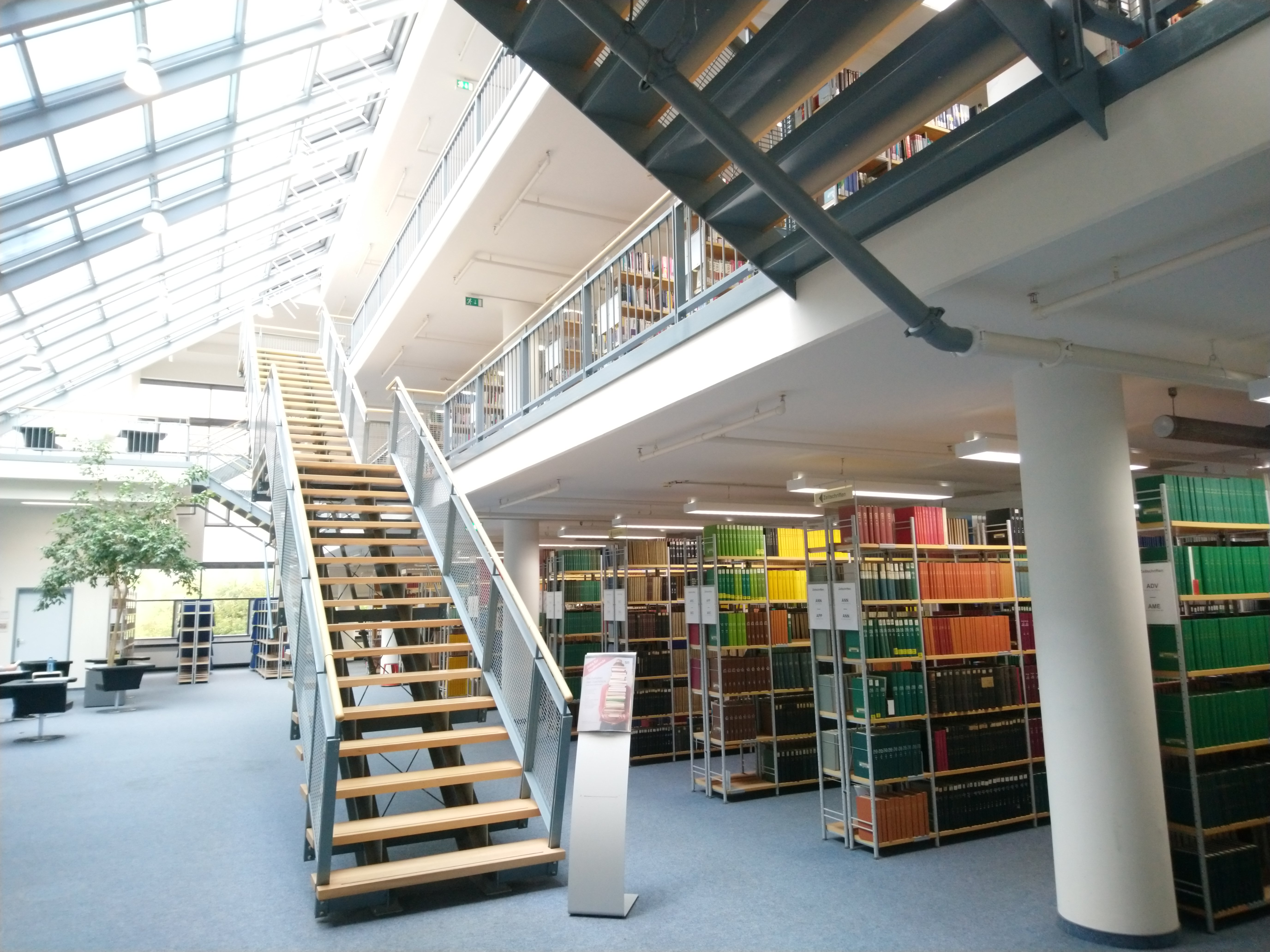
Teilbibliothek Mathematik und Informatik von innen

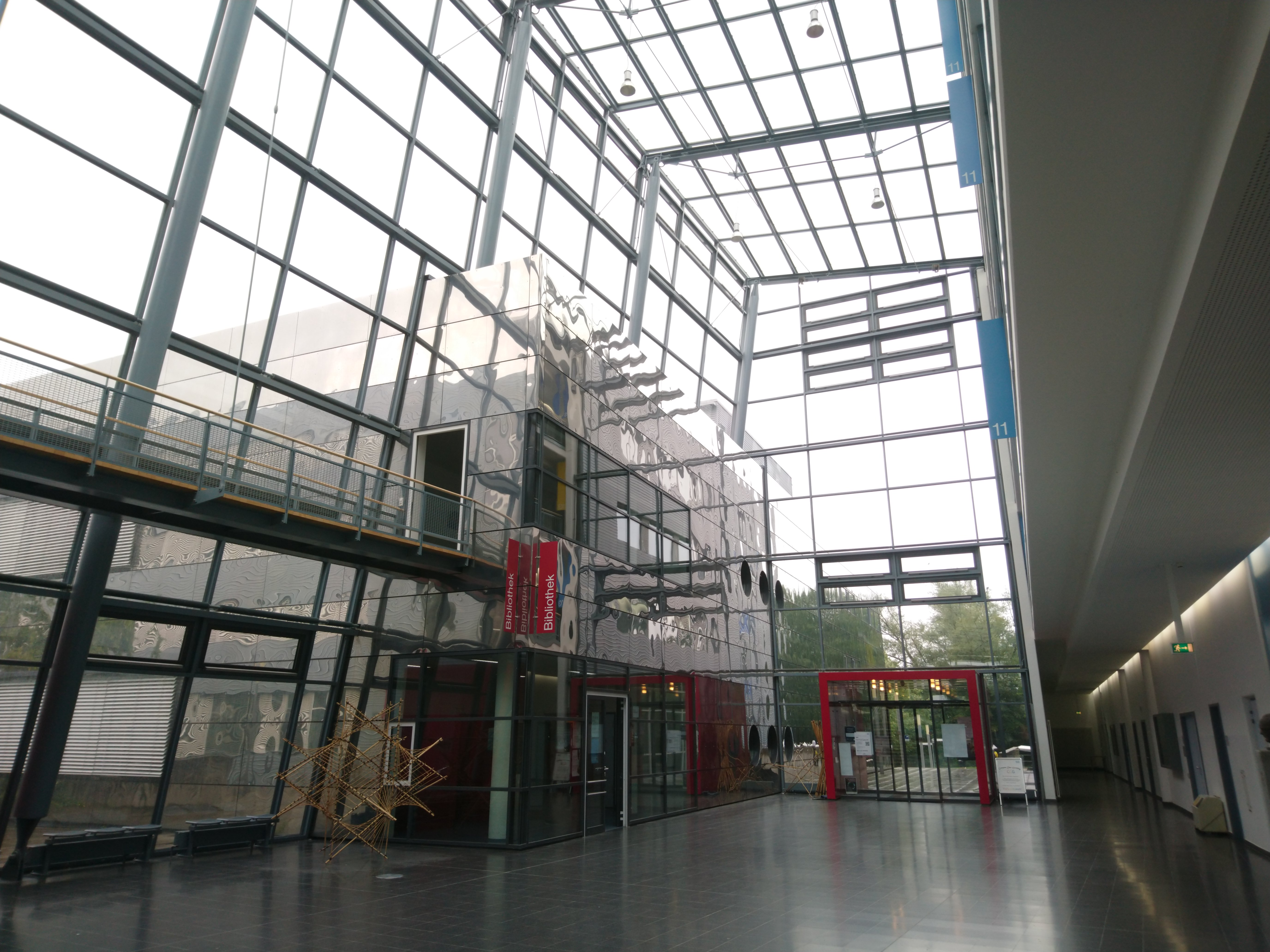
Teilbibliothek Mathematik und Informatik von außen

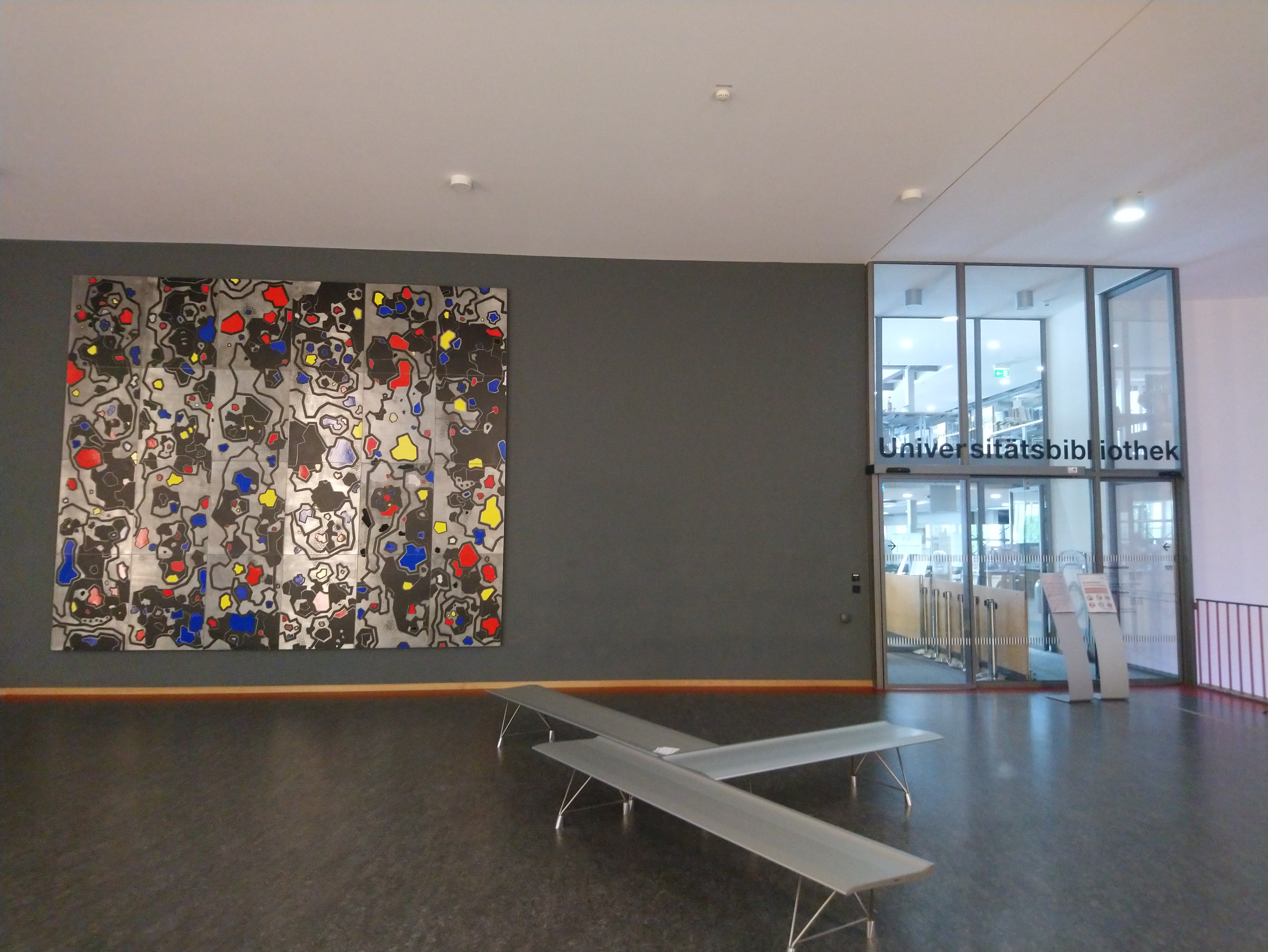
Eingang zur Hauptbibliothek

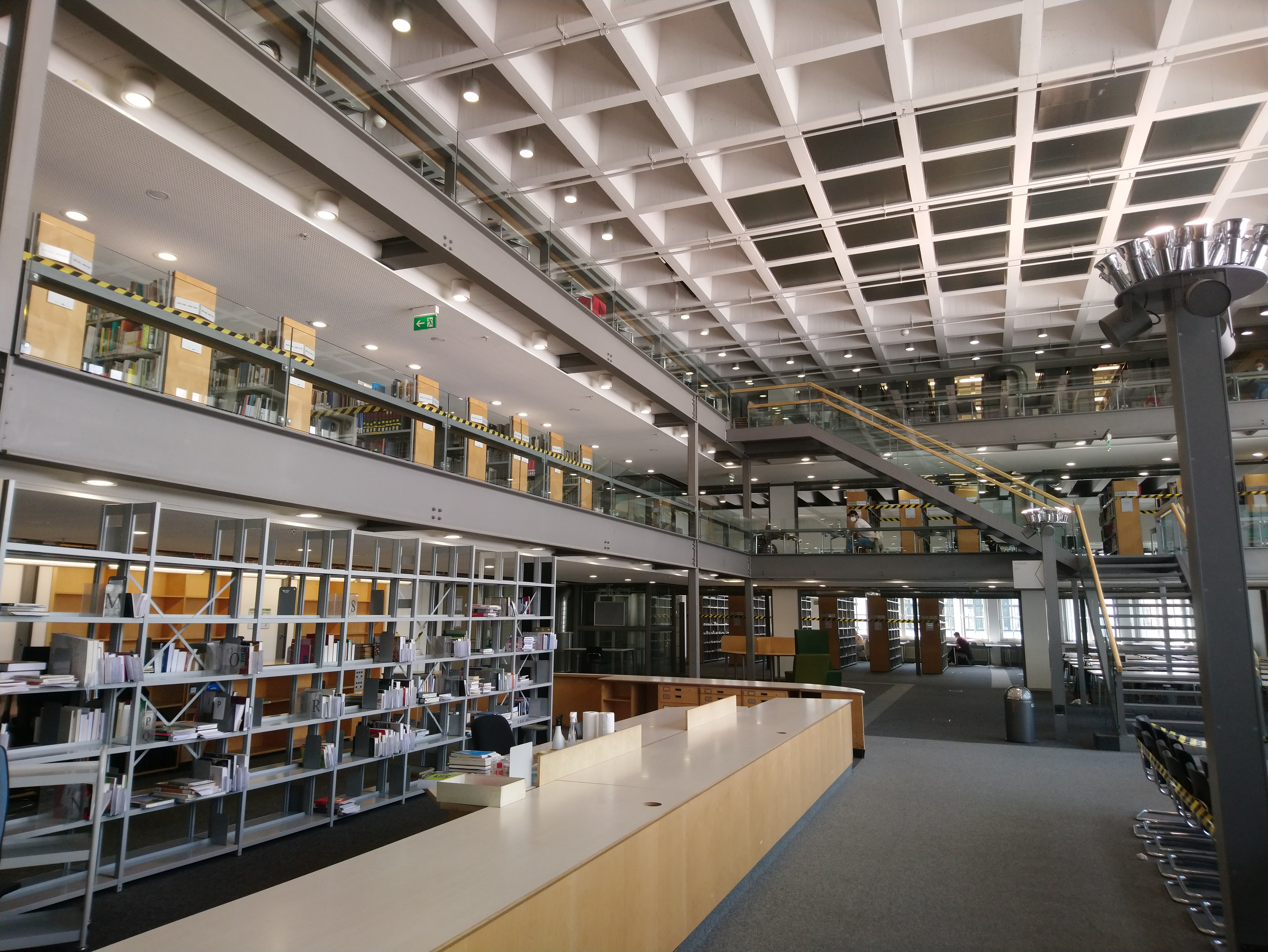
Teilbibliothek Stammgelände von innen

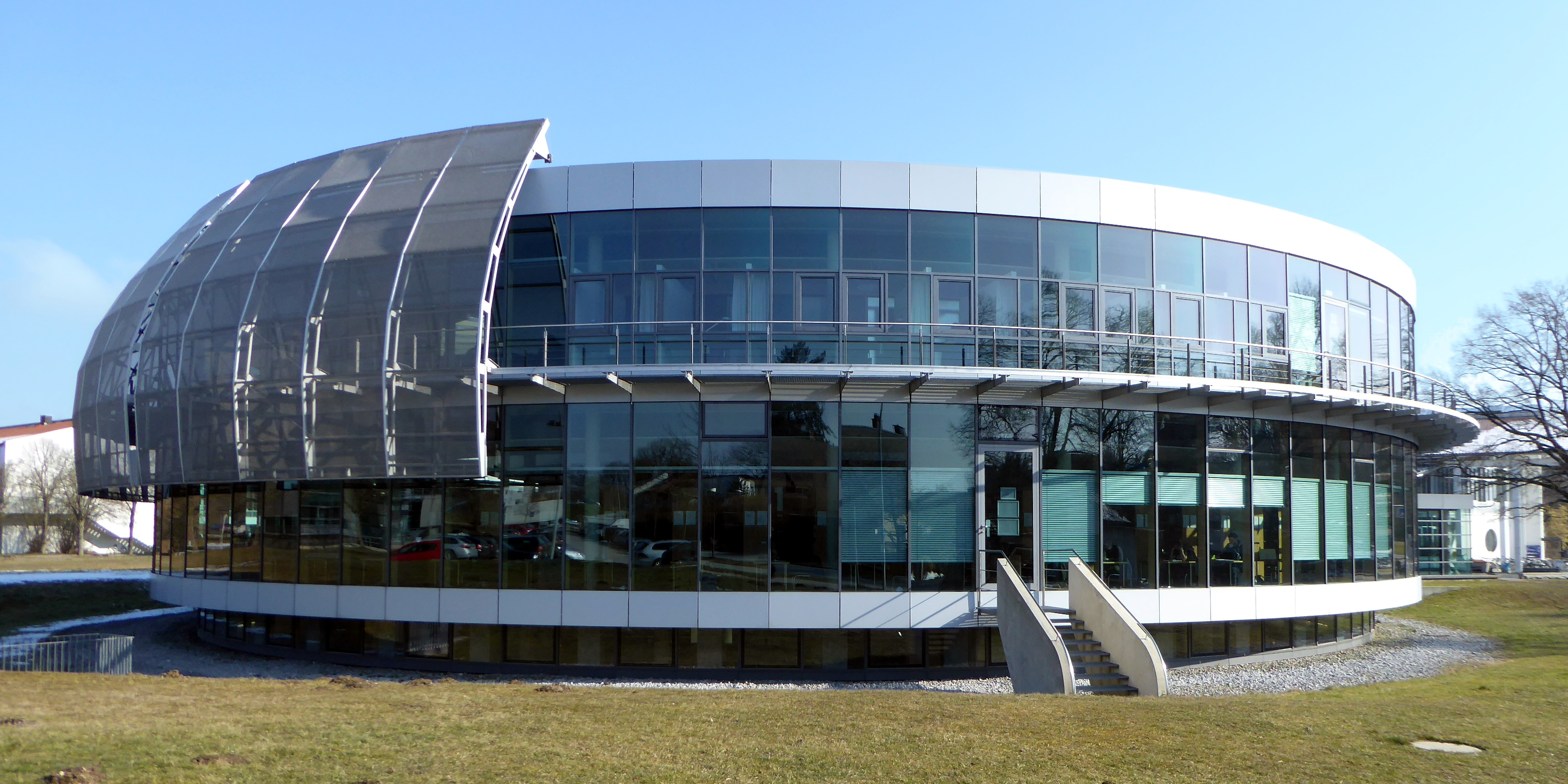
Teilbibliothek Weihenstephan

An der TUM School of Life Sciences in Weihenstephan und am TUM Campus Straubing für Biotechnologie und Nachhaltigkeit finden sich folgende Teilbibliotheken:
- Teilbibliothek Weihenstephan ⊙
- Teilbibliothek Straubing ⊙

## Bestand und Services
Die Universitätsbibliothek der TUM stellt mehr als 2,3 Millionen Medien bereit, darunter 150.000 gedruckte und elektronische Zeitschriften, 300.000 E-Books, und 2.700 Datenbanken. Alle Medien können über den Online-Katalog (OPAC) der Bibliothek recherchiert werden.
Das Literaturangebot der Universitätsbibliothek ist abgestimmt auf die Studien- und Forschungsschwerpunkte der Technischen Universität München und umfasst naturwissenschaftlich-technische Literatur aus den Bereichen Mathematik, Informatik, Physik, Chemie, Ingenieurwissenschaften, Architektur, Medizin, Sport- und Gesundheitswissenschaften, Ernährungswissenschaften, Umweltwissenschaften, Agrar- und Gartenbauwissenschaften, Biowissenschaften, Brau- und Lebensmitteltechnologie, Forstwissenschaft und Ressourcenmanagement, Landschaftsarchitektur und Landschaftsplanung, Wirtschaftswissenschaften sowie Erziehungswissenschaften.

### Open Access
Im Jahr 2024 wurden an der Technischen Universität München die Angebote in den Bereichen Literaturversorgung und Publikationsservices im Rahmen einer Open-Access-Transformation erweitert, um den Zugang zu Information zu verbessern und die Sichtbarkeit der Forschung zu erhöhen. Das Hochschulpräsidium, die Schools und die Universitätsbibliothek entwickelten ein Kostenverteilungsmodell, um die für die entsprechenden Verlagsverträgen, wie DEAL-Verträge sowie weitere Publish-&-Read-Verträge, erforderlichen Mittel aufzubringen. Bereits mit der Verabschiedung der TUM Open Access Policy im Jahr 2014 empfiehlt das Hochschulpräsidium allen Forschenden, ihre Forschungsergebnisse Open Access zu veröffentlichen. Die TUM gehört seit 2015 zu den Unterzeichnern der Berliner Erklärung über offenen Zugang zu wissenschaftlichem Wissen.

### Normen-Infopoint
Die Universitätsbibliothek der TUM ist offizieller Normen-Infopoint und bietet Zugriff auf alle aktuell gültigen und zurückgezogenen DIN-Normen. Das bedeutet, dass Interessierte in allen Teilbibliotheken der TUM DIN-Normen kostenlos online einsehen können.

### Forschungsdatenmanagement
Seit 2016 erhalten Forschende der TUM umfassende Beratung, Trainings- und Infrastrukturangebote für alle Anliegen des Forschungsdatenmanagements (FDM) von Fachpersonal der Universitätsbibliothek.
Zur Bündelung der Kompetenz zu Forschungsdaten an der TUM wurde im Mai 2023 der TUM Research Data Hub gegründet. Die virtuelle Einrichtung ist eine Kooperation der Universitätsbibliothek der TUM und des Munich Data Science Institute (MDSI). Als zentrale Anlaufstelle für Forschungsdatenmanagement berät der Hub TUM-Forschende in jeder Phase des Forschungsdatenzyklus. Die Services des TUM Research Data Hub umfassen Angebote für die individuelle Weiterbildung und praktische Unterstützung im Forschungsvorhaben. So kann einerseits die persönliche Datenkompetenz mit Trainings und Informationen gesteigert, andererseits das Datenmanagement eines Projekts durch Data Stewards des Hubs personell verstärkt werden. Zudem fördert der TUM Research Data Hub den Austausch und die Vernetzung von Forschenden.
Im April 2025 wurde das FDM-Tool TUM DataTagger veröffentlicht. Mit der webbasierten Applikation können Daten aus Forschungsverbänden kollaborativ organisiert, versioniert, geteilt und mit Metadaten versehen werden. Der TUM DataTagger wurde von der Universitätsbibliothek in enger Abstimmung mit Forschenden der TUM entwickelt.

### mediaTUM
mediaTUM ist der Multimediaserver und das institutionelle Repositorium der Technischen Universität München. Im Rahmen des Projektes IntegraTUM wurde unter Federführung der Universitätsbibliothek ein Server entwickelt, der als zentrales Informations- und Archivsystem für digitale Dokumente dient und sowohl den Multimedia-Einsatz in Forschung und Lehre als auch die Publikation digitaler Dokumente ermöglicht. Die dahinterliegende Open-Source-Software wurde von der Universitätsbibliothek entwickelt. mediaTUM ist für alle Medienformate, wie beispielsweise elektronische Formen von Dissertationen, Bildarchive, Audioarchive und Videoarchive sowie digitalisierte Bücher, geeignet. Des Weiteren ist durch das Portal von mediaTUM die gesamte Hochschulbibliographie der Technischen Universität München zugänglich. Sie verzeichnet sämtliche wissenschaftliche Veröffentlichungen von Angehörigen der TUM.

### TUM.University Press
Der Verlag der Technischen Universität München wurde 2018 als Service für Angehörige der TUM gegründet. Forschende können bei TUM.University Press ihre Forschungsergebnisse Open Access in digitaler Form oder als gedrucktes Exemplar publizieren. Zum Verlagsprogramm gehören unter anderem Dissertationen, Tagungsbände und Lehrbücher aus allen an der TUM vertretenen Fachdisziplinen sowie für die TUM historisch relevante Werke.

### ELEKTRA/dokumenTUM
Ab 1993 entwickelte die Universitätsbibliothek gemeinsam mit dem Lehrstuhl für Angewandte Informatik der TUM das Recherche-, Bestell- und Liefersystem ELEKTRA. Das System ermöglichte den Dateninput durch Archivierung von Inhaltsverzeichnissen und Abstracts konventioneller Zeitschriften, Texterkennung und Recherche, die parallele Suche im eigenen und externen Dokumentbestand, die Bestellung von Aufsätzen und anschließende Lieferung durch die besitzende Bibliothek. Im Jahr 2000 erwarb die Firma SISIS GmbH die Vermarktungsrechte. ELEKTRA wurde als internes Dokumentliefersystem an der TUM sowie an weiteren Bibliotheken und Forschungseinrichtungen eingesetzt.